# Metopius bicarinatus
Metopius bicarinatus là một loài tò vò trong họ Ichneumonidae.